# Ferdinand Peter Hennequin de Fresnel

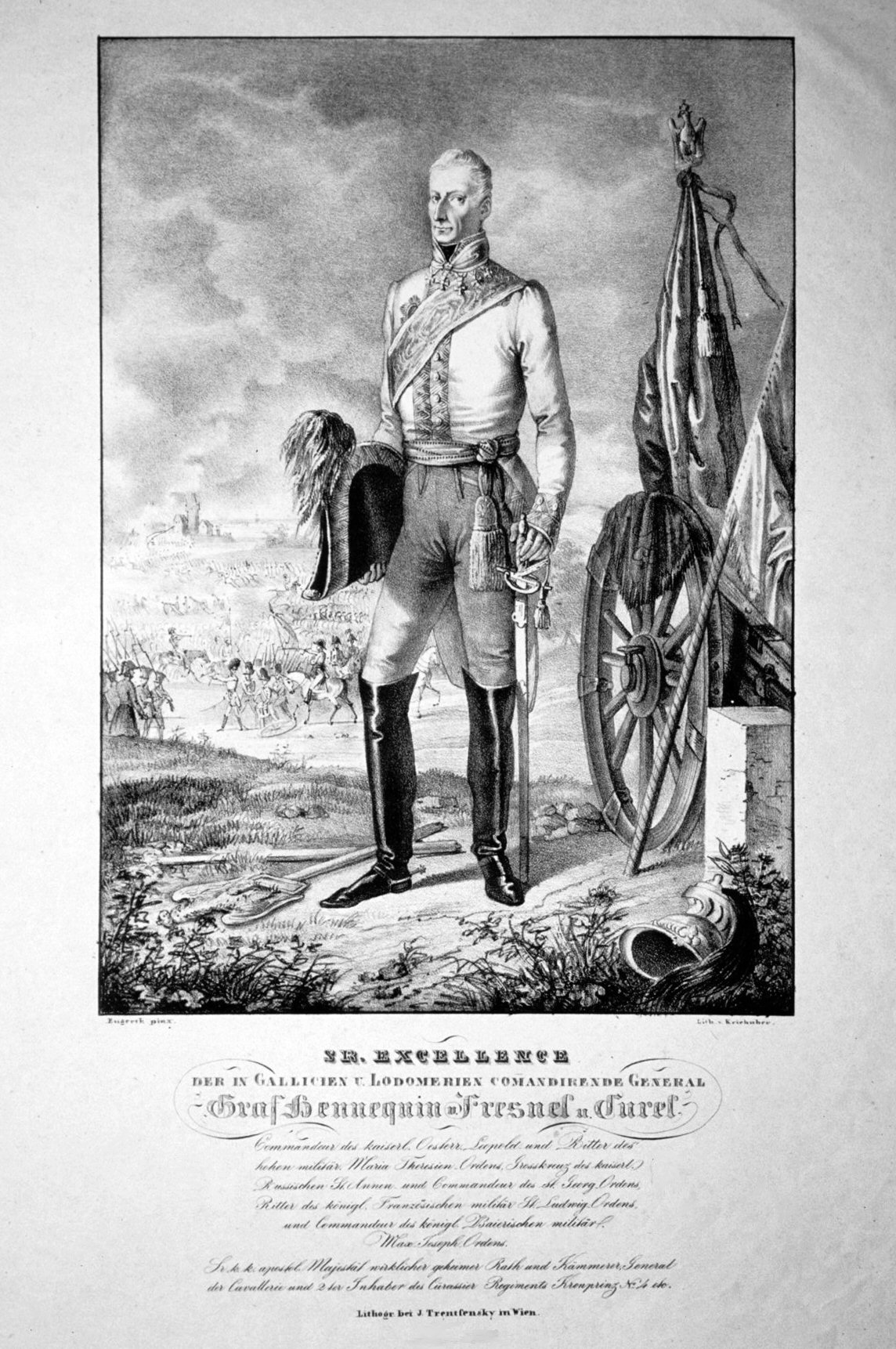
Ferdinand Peter Hennequin de Fresnel

Graf Ferdinand Peter Hennequin de Fresnel und Curel (* 1762 in Curel in der Picardie; † 25. Februar 1831 in Lemberg) war österreichischer General der Kavallerie, Ritter des Maria-Theresia-Ordens und zweiter Inhaber des Kürassier-Regiments Nr. 4.

## Leben
Er diente zunächst in der französischen Armee. Aber nach der französischen Revolution wechselte er im Februar 1793 mit der Husarendivision Royal-Sax in die österreichische Dienste. Später kam er als zweiter Oberst in das 1798 errichtete Dragoner-Regiment No. 13 (später Ulanen-Regiment Nr. 10 Graf Eduard Clam-Gallas). Er zeichnete sich im Zweiten Koalitionskrieg aus. Er vertrieb im Mai 1799 französische Kavallerie bei Kehl und im August 1799 die Franzosen aus Bruchsal, daher musste die Stadt keine Kontributionen mehr zahlen. Beim Angriff auf Mannheim zeichnete er sich am 18. September an der Nekarauer Schanze aus. Dafür wurde er am 27. September 1799 mit Rang vom 23. September 1799 zum Generalmajor befördert. Am 2. Dezember 1799 kämpfte er in der Schlacht bei Hohenlinden. Er erhielt den Befehl das Dort Buch zu besetzen. Es gelang ihm die Franzosen zu vertreiben und das Dorf zu besetzen, anschließend besetzte er die Brücke bei Isen, was diesen Flügel sicherte. Ungeachtet dessen verloren die Österreicher die Schlacht. 1802 erhielt er für seine Leistung den Maria-Theresia-Orden.
Im Jahre 1805 kommandierte er eine Brigade in Deutschland, am 1. Januar 1807 wurde er zum Feldmarschall-Lieutenant und zum zweiten Inhaber des Kürassier-Regiments Nr. 4 ernannt. Auf Druck Napoleons mussten alle Ausländer 1809 die österreichische Armee verlassen, Fresnel durfte Regimentsinhaber bleiben und zog sich nach Prag zurück. Aber bereits im Frühjahr 1810 trat er wieder in die Armee ein und wurde er als Divisionär in Oedenburg versetzt. Dort verblieb er bis zum Ausbruch der Befreiungskriege. Er kam zum Armeekorps Wrede und kämpfte in der Schlacht bei Hanau. Nach der Verwundung von Wrede wurde Hennequin de Fresnel zum kommandierenden General ernannt. Am 1. November traf er im österreichischen Hauptquartier in Dorigheim mit dem großherzöglichen Hofmarschall Karl du Thil zusammen und schloss mit diesem den Vertrag von Dornigheim. Damit verließ das Großherzogtum Hessen die französische Seite. Im Jahre 1814 stand er als Divisionär bei dem 3. Armeekorps unter dem Feldzeugmeister Grafen Ignaz Gyulay. Während des Feldzuges kämpfte er bei Bar-sur-Aube, Brienne, La Ferté sur Aube und nahm an der Einnahme von Paris teil. Nach dem Krieg kam er als Adlatus zum kommandierenden General nach Galizien. Dort wurde er 1817 zum General der Kavallerie und 1820 Geheimen Rat ernannt. Anschließend wurde er wirklicher kommandierender General in Galizien und 1828 in Innerösterreich. 1829 wurde er dann zum Capitän bei der Trabanten-Leibgarde und Hofburgwache in Wien ernannt.